# Oslo City FC
Oslo City FC is een sportclub in Oslo, Noorwegen, die werd opgericht in 1987. De club heeft een voetbalteam dat uitkomt in de Noorse 5. divisjon (6e Klasse). De club heeft media aandacht gekregen vanwege zijn speciale speelstijl en dat het veel spelers heeft met een multiculturele achtergrond. In het seizoen 2023/24 nam het voor het eerst deel aan de Fenix Trophy.